# سمارة (نبات)
السَّمَارَةُ أو الشلوى أو التُّودَر أو التَّوْذَريج أو فجل الجمال أو قُسط بري (باللاتينية: Sisymbrium) جنس نباتي يتبع الفصيلة الصليبية.
يضم هذا الجنس أنواعًا عديدة.

## من أنواع السمارة
- السمارة الدمشقية (باللاتينية: Sisymbrium damascenum) في بلاد الشام
- السمارة الرثة (باللاتينية: Sisymbrium irio) في السعودية وبلاد الشام ومصر والمغرب العربي وجنوب أوروبا
- السمارة السباعية (باللاتينية: Sisymbrium septulatum) في بلاد الشام وتركيا
- السمارة السميكة الأوراق (باللاتينية: Sisymbrium crassifolium)
- السمارة الصارمة (باللاتينية: Sisymbrium strictissimum)
- سمارة المرتفعات (باللاتينية: Sisymbrium altissimum) في المغرب العربي
- السمارة الفولغية (باللاتينية: Sisymbrium volgense)
- السمارة المخزنية (باللاتينية: Sisymbrium officinale)
- السمارة المشرقية (باللاتينية: Sisymbrium orientale)
- السمارة المورية (باللاتينية: Sisymbrium maurum)
- السمارة النمساوية (باللاتينية: Sisymbrium austriacum)

نقل نوع السمارة الثومية (باللاتينية: Sisymbrium alliaria) إلى جنس الثومية تحت اسم الثومية المعنّقة (باللاتينية: Alliaria petiolata).